# Hasan-Uğurlu-Talsperre
Die Hasan-Uğurlu-Talsperre ist eine Talsperre am Yeşilırmak in der Türkei, Provinz Samsun.
Ursprünglich sollte sie Ayvacik-Talsperre heißen. Sie wurde jedoch nach Hasan Uğurlu umbenannt, einem Ingenieur, der zusammen mit seiner Frau während der Arbeit an der Talsperre bei einem Unfall starb. Nach seiner Frau Suat Uğurlu wurde die 24 km unterhalb liegende Suat-Uğurlu-Talsperre benannt. Die Hasan-Uğurlu-Talsperre dient der Energieerzeugung.
Der Staudamm aus Felsschüttmaterial mit einem Dammvolumen von 9,6 Mio. m³ wurde 1979 im Auftrag der staatlichen Wasserbehörde DSİ fertiggestellt. 
Heute wird er vom staatlichen Energiekonzern Elektrik Üretim A.Ş. (EÜAŞ) betrieben.
Er steht 23 km südlich von Çarşamba und 25 km südöstlich von Samsun.
Der Speicherraum des Stausees ist 1074 Millionen m³ groß. Davon sind 660 Mio. m³ nutzbarer Speicherraum. Die Wasserfläche hat normalerweise eine Ausdehnung von 22,7 km². Der Stausee reicht bis in die Nachbarprovinzen Ordu, Tokat und Amasya.
Das Wasserkraftwerk, ein Kavernenkrafthaus im Felsuntergrund, hat vier vertikale Francis-Turbinen mit einer Leistungsfähigkeit von 4 × 125 MW. Die jährliche Energieproduktion beträgt 1217 GWh.